# 船橋市立飯山満南小学校
船橋市立飯山満南小学校（ふなばししりつ はさまみなみしょうがっこう）は、千葉県船橋市飯山満町にある公立小学校。

## 概観
住宅地だけでなく、古くからの畑や林が広がる緑豊かな環境に立地しており、学校の周辺には歴史ある神社やお寺をはじめ、石塔や塚、地蔵尊など様々な史跡が見られる。
毎週水曜日の昼休みは、掃除の時間をなくし、普段よりも長く遊べるように「南っ子タイム」を設定している。近隣住民のボランティアによって、学校環境の整備や登下校の見守りを行う「学校応援隊」が組織されている。

## 沿革
- 1975年（昭和50年）開校（峰台小学校・中野木小学校より児童受け入れ）
- 1980年（昭和55年）学校保健研究学校（船橋市教育委員会指定研究）
- 1981年（昭和56年）学校保健研究学校（千葉県教育委員会指定研究）
- 1982年（昭和57年）学校保健公開研究発表（千葉県・船橋市教育委員会指定研究）、学校保健統計調査実施校（文部省認定）
- 1994年～1995年（平成6～7年）生活科・社会科研究学校（船橋市教育委員会指定研究）
- 1996年（平成8年）千葉県社会科研究大会授業展開
- 1999年～2000年（平成11～12年）「総合的な学習の時間」研究学校（船橋市教育委員会指定研究）
- 2001年～2002年（平成13～14年）学校支援ボランティア実践研究学校（千葉県教育委員会指定研究）
- 2004年（平成16年）少人数教育研究指定校（千葉県教育委員会）
- 2006年（平成18年）学校応援隊（教育環境サポートのボランティア）発足
- 2009年（平成21年）創立35年目を迎える
- 2010年（平成22年）「はさまこども村」にヘイケボタルを放流
- 2011年（平成23年）プール全面改修工事終了

## 校歌
校歌は1978年（昭和53年）に制定された。作詞は沼孤舟、作曲は飯田信夫。　

## 学区
米ケ崎町・飯山満町・芝山・駿河台・前原